# Sơn Hội
Sơn Hội là một xã thuộc huyện Sơn Hòa, tỉnh Phú Yên, Việt Nam.
Xã Sơn Hội nằm trên tuyến đường QL19C trục dọc Miền tây Tỉnh Phú Yên. Phái Đông giáp xã Sơn Định, phía NAm giáp xã Sơn Phước, phía Bắc giáp xã PHước Tân và Phía Tây giáp xã Cà Lúi.
Diện tích tự nhiên: 17.179 ha, Toàn xã có 8 thôn buôn, có 963 hộ với 3.884 khẩu, (nam 1.985 khẩu; nữ 1.899 khẩu). Trong đó dân tộc thiểu số 513 hộ với 2.199 khẩu (nam 1.130 khẩu; nữ 1.069 khẩu). 
Tổng dân số: 3.884 người/1.899 nữ, trong đó dân tộc kinh: 450 hộ 1685 khẩu (nam 855, nữ 830); Dân tộc Ê đê: 10 hộ 37 khẩu (Nam 20, Nữ 17); Dân tộc Ba Na: 69 hộ 263 khẩu (Nam 139, Nữ 124)sinh sống và phân bố trên địa bàn 8 Thôn, buôn: Tân Hội , Tân Hợp , Tân Lương , Tổng Binh , Tân Thuận , Tân Thành , Tân Hiệp
Đời sống của bà con nhân dân chủ yếu bằng Nông nghiệp, chủ yếu dựa vào trồng trọt và chăn nuôi; Cây công nghiệp chủ lực là Mía, Sắn (Mì) và chăn nuôi Bò. Bên cạnh đó việc trồng và chăm sóc Rừng trồng thuộc các dự án như: Dự án phát triển Lâm nghiệp, Flit... cũng được chú trọng; Về giao thông đảm bảo thông suốt từ Trung tâm xã về đến các Thôn, Buôn trong cả mùa mưa.
Về cơ sở vật chất phục vụ cho giáo dục và y tế cũng được quan tâm đầu tư. trên địa bàn xã có 01 Trường Tiểu Học & Trung Học Cơ Sở với tổng số học sinh là 659 em. Phòng khám khu vực được đặt tại xã với 05 phòng bệnh nhân và 02 Bác sĩ chuyên khoa thường trực.
Tổng số hộ nghèo 409 hộ với 1459 khẩu, trong đó hộ DTTS 257 hộ với 901 khẩu.
Hoạt động về tự do tín ngưỡng tôn giáo cũng được Đảng, chính quyền địa phương quan tâm. Có 11 hộ 48 khẩu tham gia sinh hoạt Phật giáo và 137 hộ 553 khẩu tham gia sinh hoạt Thiên chúa giáo.